# ديف أندرسون (كاتب)
ديف أندرسون (بالإنجليزية: Dave Anderson)‏ هو صحفي وكاتب أمريكي، ولد في 6 مايو 1929 في تروي في الولايات المتحدة، وتوفي في 4 أكتوبر 2018 في كريسكيل في الولايات المتحدة بسبب قصور القلب.